# Muusoctopus longibrachus
Muusoctopus longibrachus is een inktvissensoort uit de familie van de Enteroctopodidae. De wetenschappelijke naam van de soort werd voor het eerst geldig gepubliceerd in 2006 door Ibañez, Sepulveda en Chong als Benthoctopus longibrachus.